# Mike Norton
Mike Norton (né le 20 mai 1973 à Santa Monica) est un auteur de bande dessinée américain qui travaille pour DC Comics.

## Biographie
Mike Norton découvrit les comics pour la première fois quand son père lui donna une copie de The Amazing Spider-Man #163, avant qu'il soit suffisamment âgé pour lire. Norton cite que les comics et Star Wars sont ses plus grandes influences lors de son enfance[réf. souhaitée]. Ses plus grandes influences artistiques durant son enfance furent John Romita Sr., John Byrne et John Buscema[Pas dans la source]. Durant les années 1980 et 1990, il fut également influencé par des créateurs de comics indépendants tel que Bill Reinhold, Matt Wagner, Howard Chaykin et Mike Allred. Pendant qu'il était au lycée, Norton jouait dans un groupe et a pensé à une carrière dans la musique ou la médecine vétérinaire avant de faire son choix : travailler dans les comics[réf. souhaitée].

## Prix et récompenses
- 2012 : Prix Eisner de la meilleure bande dessinée en ligne pour Battlepug[2]
- 2013 : Prix Harvey de la meilleure bande dessinée en ligne pour Battlepug
- 2014 : Prix Harvey de la meilleure bande dessinée en ligne pour Battlepug
- 2016 : Prix Harvey de la meilleure bande dessinée en ligne pour Battlepug[3]